# Allan Sousa
Allan Sousa, de son nom complet Allan Gonçalves Sousa, né le 27 janvier 1997, est un footballeur brésilien. Il évolue au poste d'attaquant.

## Biographie
Avec le club du Vejle BK, il inscrit 10 buts en première division danoise lors de la saison 2018-2019.

## Palmarès
- Champion du Danemark de D2 en 2018 avec le Vejle BK